# Inês de Barby-Mühlingen
Inês de Barby-Mühlingen (23 de junho de 1540 - 27 de novembro de 1569) foi uma nobre alemã do século XVI. É mais conhecida por ter sido a primeira esposa de Joaquim Ernesto, Príncipe de Anhalt e antepassada da família real da Prússia.

## Origens
Inês pertencia à família dos condes de Barby, um ramo da família de Saxe-Arnstein que governava o pequeno estado de Barby. Embora o estado existisse desde pelo menos 911, data em que consta de um documento assinado pelo rei Otão I, a família de Inês só o começou a governar no século XII e o estado apenas recebeu Imediatidade imperial em 1497, durante o reinado do seu avô. A linha masculina de sucessão dos Barby acabaria por se extinguir em 1659, cem anos após a morte de Inês, passando depois as suas terras a pertencer ao ducado de Saxe-Weissenfelds. Quando o duque Jorge Alberto de Saxe-Weissenfels morreu sem deixar descendentes em 1769, Barby passou a pertencer ao Eleitorado da Saxónia. O príncipe-eleitor alugou os territórios de Barby ao conde von Zinzendorf como pagamento por um empréstimo e, durante várias décadas, Barby tornou-se a sede internacional da Igreja dos Irmãos Morávios, assim como do seu seminário teológico.

## Casamento e descendência
Inês casou-se no dia 3 de Março de 1560 em Barby com Joaquim Ernesto, Príncipe de Anhalt. Juntos, tiveram seis filhos:
1. Ana Maria de Anhalt (13 Junho de 1561 - 14 de Novembro de 1605), casada com o duque Joaquim Frederico de Brieg; com descendência.
2. Inês de Anhalt (16 de Setembro de 1562 - 4 de Junho de 1564), morreu aos dois anos de idade.
3. Isabel de Anhalt-Zerbst (25 de Setembro de 1563 - 5 de Outubro de 1607), casada com o príncipe-eleitor João Jorge de Brandemburgo; com descendência.
4. Sibila de Anhalt  (28 de Setembro de 1564 - 26 de Outubro de 1614), casada com Frederico I, Duque de Württemberg; com descendência.
5. João Jorge I, Príncipe de Anhalt-Dessau (9 de Maio de 1567 - 24 de Maio de 1618), casado primeiro com a condessa Doroteia de Mansfeld-Arnstein; com descendência. Casado depois com a condessa Doroteia do Palatinado-Simmern; com descendência.
6. Cristiano I, Príncipe de Anhalt-Bernburg (11 de Maio de 1568 - 17 de Abril de 1630), casado com a condessa Ana de Bentheim-Steinfurt-Tecklenburg-Limburg; com descendência.

## Genealogia
| Inês de Barby-Mühlingen | Pai: Wolfgang I de Barby-Mühlingen  | Avô paterno: Burkhart V de Barby-Mühlingen     | Bisavô paterno: Günther IV de Barby-Mühlingen             |
| Inês de Barby-Mühlingen | Pai: Wolfgang I de Barby-Mühlingen  | Avô paterno: Burkhart V de Barby-Mühlingen     | Bisavó paterna: Catarina de Regenstein                    |
| Inês de Barby-Mühlingen | Pai: Wolfgang I de Barby-Mühlingen  | Avó paterna: Madalena de Mecklemburgo          | Bisavô paterno: Henrique, Duque de Mecklemburgo-Estugarda |
| Inês de Barby-Mühlingen | Pai: Wolfgang I de Barby-Mühlingen  | Avó paterna: Madalena de Mecklemburgo          | Bisavó paterna: Margarida de Brunswick-Lüneburg           |
| Inês de Barby-Mühlingen | Mãe: Inês de Mansfeld zu Mittel-Ort | Avô materno: Gerardo VII de Mansfeld-Hinterort | Bisavô materno: Ernesto I de Mansfeld-Hinterort           |
| Inês de Barby-Mühlingen | Mãe: Inês de Mansfeld zu Mittel-Ort | Avô materno: Gerardo VII de Mansfeld-Hinterort | Bisavó materna: Margarida de Mansfeld-Querfurt            |
| Inês de Barby-Mühlingen | Mãe: Inês de Mansfeld zu Mittel-Ort | Avó materna: Margarida de Gleichen             | Bisavô materno: Carlos I de Gleichen                      |
| Inês de Barby-Mühlingen | Mãe: Inês de Mansfeld zu Mittel-Ort | Avó materna: Margarida de Gleichen             | Bisavó materna: Felicitas von Honstein                    |